# Yehuda Burla
Yehuda Burla (en hebreo: יהודה בורלא‎); (Jerusalén, 18 de septiembre de 1886 - 7 de noviembre de 1969) fue un autor israelí. Fue galardonado en 1961 con el Premio Israel de Literatura.

## Biografía
Burla nació en 1886 en Jerusalén, entonces parte del Imperio Otomano, en el seno de una familia judía sefardí con raíces rabínicas, originaria de Izmir. Su familia, que se había establecido en Ereẓ Israel unos tres siglos antes, también incluía jueces, cantores, eruditos y más. Cuando niño, vivía en el vecindario de Ezrat Yisrael cerca de la intersección de la calle Yaffo y la calle King George. Hasta los 18 años tuvo una educación religiosa, estudiando Torá, Talmud y poskim en yeshivá y en Beth Midrash.
Tras graduarse en el seminario de maestros "Ezra" en Berlín, comenzó a trabajar, tanto en la enseñanza como en la administración, en varias escuelas afiliadas a la Organización Sionista. Durante la Primera Guerra Mundial, Burla sirvió en el ejército otomano como intérprete para oficiales del Ejército Imperial Alemán.
Después de la guerra, enseñó en escuelas hebreas de la Organización Sionista en Damasco, donde vivió durante cinco años. Contribuyó a fortalecer el espíritu del sionismo entre sus estudiantes y sus familias, y cientos de sus estudiantes emigraron a Eretz Israel como pioneros. Cuando las escuelas sionistas en Damasco fueron cerradas en 1922, regresó a Eretz Israel. De 1923 a 1926 dirigió la escuela en Zichron Yaakov, y más tarde enseñó en la Escuela Reali en Haifa. De 1933 a 1944 fue profesor en la escuela Ahad Ha'am en Tel Aviv.
Posteriormente trabajó en el sector público y en una etapa fue director del Departamento de Asuntos Árabes en el Comité Ejecutivo de la Histadrut. En 1946 fue enviado de Keren HaYesod a los países latinoamericanos. Burla fue el tercer presidente del Instituto Gnazim a finales de 1956. En 1957 fue elegido presidente de la Asociación de Escritores Hebreos en el Estado de Israel. Después de la Guerra de los Seis Días, fue uno de los fundadores del Movimiento para el Gran Israel.

## Vida privada
En 1953 se casó con Miriam Bat Moshe Goldberg, de Odesa, y tuvieron cuatro hijos: Oded Burla, escritor, poeta y artista, Yair Burla, escritor y traductor, Ofra Adar Burla, escritora y traductora, y Zuria Ben Nun. Falleció en 1969 y sus restos descansan en el cementerio Kiryat Shaul en Tel Aviv.

## Premios y distinciones

Yehuda Burla junto a su familia en 1949

- Burla recibió dos veces el Premio Bialik de Literatura, en 1939 y 1955.[1]
- Ganó dos veces el Premio Ussishkin, en 1944 y en 1960.[1]
- En 1961, fue galardonado con el Premio Israel de Lliteratura.[1][5]
- Recibió el Premio Jerusalén en 1962.[1]

## Legado y memoria
La calle Yehuda Burla, la calle principal del barrio Nayot de Jerusalén, recibió su nombre.

## Obras publicadas
Sus obras han sido traducidas al alemán, polaco, inglés e yidis.
- Lunah (Luna), 1926
- Patria encantada (Kismei Moledet), 1926
- Sin estrella (Bli Kochav), 1927 (traducido al francés, 1933)
- Su odiada esposa (Ishto Ha-Senuah), 1928
- In Darkness Striving (Neftulei Adam), 1929 (traducido al árabe, 1955 y al inglés, 1968)
- Cuentos (Sipurim), 1929
- Bat Sion (Bat Tzion), 1930
- Cantante (Meranenet), 1930
- Na`ama (Na`amah O Ba-Nistar U-Ba-Nigleh), 1934
- En santidad o amor (Bi-Kedushah O Ahavah), 1935
- Las aventuras de Akaviah (Alilot Akaviah), 1939 (traducido al ruso, 1980)
- Trucos de la ciudad (Lehatei Kiriah), 1939
- Adam (Adam), 1943
- En el horizonte (Ba-Ofek), 1943
- Al amanecer (Im Shahar), 1946
- Mujeres (Nashim), 1949
- Tom y Mary (Tom Ve-Mary)
- En los círculos del amor (Be-Ma`agalei Ahavah), 1953
- La primera golondrina (Ha-Snunit Ha-Rishonah), 1954
- Anhelo (Kisufim), 1955
- Los viajes de Judah Halevi (Ele Masa`ei Yehuda Halevi), 1959
- Rabino Yehuda Halevi (Rav Yehuda Halevi), 1960
- Destellos (Reshafim), 1961
- El dignatario (Ba`al Be-Amav), 1962
- Obras completas (Kol Kitvei), 1962
- Dos historias de amor especiales (Shnei Sipurei Ahavah Miyuhedet), 1964
- Marchando en (Le-Kol Ha-Tza`adah), 1965
- En marea alta y en marea baja (Be-Geut U-Be-Shefel), 1971
- Relatos recopilados (Yalkut Sipurim), 1975
- El Reino de David (Maljut David), 1978